# Hermann Josef Schieffer
Hermann Josef Schieffer (* 15. März 1934 in Düsseldorf; † 14. November 2024 in Homburg) war ein deutscher Mediziner.

## Leben
Hermann Josef Schieffer studierte in Freiburg, München und Wien Medizin. In Freiburg legte er 1961 sein Staatsexamen ab und promovierte 1963 zum Doktor der Medizin. 1968 erhielt Schieffer die Anerkennung als Facharzt für Innere Medizin, 1972 auch als Kardiologe. Im selben Jahr wurde er habilitiert.
1973 folgte Schieffer einem Ruf an die Medizinische Fakultät der Universität des Saarlandes. 1989 wurde ihm die Leitung der Inneren Medizin III übertragen. Daneben war er ab 1992 zunächst stellvertretender, von 1994 bis 1996 dann Ärztlicher Direktor des Universitätsklinikums Homburg. Schieffer war außerdem in verschiedenen Gremien der Universität tätig, so in der Zentralen Forschungskommission sowie von 1985 bis 1992 Prodekan, von 1996 bis 1998 Dekan des Klinischen Fachbereichs in Homburg. 1999 erfolgte die Ernennung zum Sanitätsrat.
2001 wurde Schieffer emeritiert und leitete von da an bis 2012 die Ethikkommission der Ärztekammer des Saarlandes, wofür er mit der Carl-Erich-Alken-Medaille ausgezeichnet wurde. Bis 2020 war er darüber hinaus in dem von ihm mitbegründeten „Emeriti-Kreis Homburger Hochschullehrer im Ruhestand“ tätig.
Seine umfangreichen Forschungen und Arbeiten auf dem Gebiet der invasiven und nicht-invasiven Herz-Kreislauf-Funktionsdiagnostik und -therapie schlagen sich in etwa 300 Publikationen nieder. Diese wurden 1999 aus Anlass des 40-jährigen Bestehens der Kardiologie an der Medizinischen Fakultät der Universität des Saarlandes in einem Buch herausgegeben.
Hermann Josef Schieffer verstarb im Alter von 90 Jahren. Er war verheiratet mit Ursula, geb. Kratz. Der gemeinsame Sohn Bernhard (* 1964) ist ebenfalls Mediziner.

## Veröffentlichungen (Auswahl)
- 1963: Gallensteine als Folgeerscheinung einer Hepatitis epidemica (Dissertationsschrift)
- 1972: Die Bedeutung der Einschwemmkathetermethode für die kardiologische Diagnostik und Therapie (Habilitationsschrift)
- 1999: 40 Jahre Kardiologie an den Universitätskliniken des Saarlandes, Homburg, Dr. Dietrich Steinkopff Verlag, Darmstadt, ISBN 978-3-7985-1178-1

## Auszeichnungen
- 1984: Ernst-von-Bergmann-Plakette
- 2012: Carl-Erich-Alken-Medaille